# Manara (Izrael)
Manara též Menara (hebrejsky מְנָרָה, anglicky Manara, v oficiálním seznamu sídel Menara) je vesnice typu kibuc v Izraeli, v Severním distriktu, v Oblastní radě ha-Galil ha-Eljon (Horní Galilea).

## Geografie
Leží na náhorní planině v nadmořské výšce 837 metrů v nejsevernějším výběžku Horní Galileji přímo na hranici s Libanonem. Kibuc je situován na vrcholu prudkého a zalesněného svahu hor Naftali, který vybíhá z Chulského údolí nad městem Kirjat Šmona, cca 34 kilometrů severně od břehů Galilejského jezera. 2 kilometry jižně od vesnice leží přírodní rezervace okolo vrchu Har Nezer. Vybíhá odtud směrem do Chulského údolí vádí Nachal Korim.
Vesnice se nachází cca 2 kilometry západně od města Kirjat Šmona, cca 143 kilometrů severovýchodně od centra Tel Avivu a cca 67 kilometrů severovýchodně od centra Haify. Manaru obývají Židé, přičemž osídlení v tomto regionu je ryze židovské.
Manara je na dopravní síť napojena pomocí lokální silnice číslo 886, která sleduje izraelsko-libanonskou hranici. S městem Kirjat Šmona je vesnice propojena trasou kabinové lanovky.

## Dějiny
Manara byla založena v roce 1943. Zakladateli byla skupina židovských přistěhovalců z Polska a Německa a členové organizace ha-Noar ha-Oved ve ha-Lomed. Jméno obce navazuje na původní arabský místní název Nur. Oficiálně ovšem byla vesnice nazvána Ramim (רמים). Po 20 let se pak vedly diskuze o tom, zda tento název přijmout. Nakonec byl oficiálně uznán název Manara, který místní lidé preferovali.
Šlo o první a po jistou dobu jedinou židovskou vesnici v horském hřbetu Naftali. Během války za nezávislost v roce 1948 byla vesnice po jistou dobu izolována a obklíčena Araby. Místní děti byly proto z Manary dočasně evakuovány členy Palmachu. Vesnice Manara byla tehdy přístupná pouze z Kfar Gil'adi a tato cesta vedla přes arabskou vesnici Hunin (nyní na jejím místě stojí mošav Margalijot). V říjnu 1948 obsadila Arabská osvobozenecká armáda Fauzí al-Kaukdžího nedalekou lokalitu Šejch Abed (hora Har Šina'an) a vedla odtud útok na vesnici Manara, na který Izraelci reagovali prostřednictvím Operace Ja'el. Tento izraelský protiútok byl neúspěšný, ale o pár dní později začala Operace Chiram, v jejímž rámci Izrael celé území dobyl.
Roku 1949 měl kibuc 134 obyvatel a rozkládal se na ploše 2535 dunamů (2,535 kilometru čtverečního). V prvních letech čelili osadníci drsným klimatickým podmínkám. Teprve roku 1953 sem byl položen vodovod z Kirjat Šmona. Kibuc měl nedostatek zemědělské půdy. Až po vzniku státu Izrael, tedy po roce 1948, získal i některé pozemky v úrodném Chulském údolí.
Vzhledem k blízkosti Libanonu byl kibuc Manara opakovaně vystaven ostřelování a infiltraci arabských útočníků. Zejména v letech 1968-1970 zde došlo k několika incidentům, při kterých zemřeli členové kibucu. K prvnímu takovému útoku zde došlo 14. června 1968, kdy byl na vesnici vypálen z Libanonu granát. V dubnu 1981 se skupina Palestinců pokusila proniknout do Izraele v horkovzdušném balónu a byli sestřeleni poblíž kibucu Manara. Od roku 2000, kdy došlo ke stažení izraelské armády z Libanonu, je bezpečnostní situace v této oblasti složitá.
Koncem 80. let 20. století byl kibuc postižen těžkou ekonomickou krizí.
Ekonomika obce je založena na zemědělství a turistickém ruchu (turistické ubytování, lanovka z Kirjat Šmona). V kibucu funguje zařízení předškolní péče o děti. Základní škola je v Kfar Gil'adi, střední v kibucu Dafna. Je tu zubní ordinace, společná jídelna, obchod, plavecký bazén a sportovní areály.

## Demografie
Obyvatelstvo kibucu Manara je sekulární. Podle údajů z roku 2014 tvořili naprostou většinu obyvatel v kibucu Manara Židé (včetně statistické kategorie "ostatní", která zahrnuje nearabské obyvatele židovského původu ale bez formální příslušnosti k židovskému náboženství).
Jde o menší sídlo vesnického typu s dlouhodobě klesající populací. K 31. prosinci 2014 zde žilo 229 lidí. Během roku 2014 populace klesla o 3,4 %.
| Rok            | 1948 | 1949 | 1961 | 1972 | 1983 | 1995 | 2001 | 2003 | 2004 | 2005 | 2006 | 2007 | 2008 | 2009 | 2010 | 2011 | 2012 | 2013 | 2014 |
| -------------- | ---- | ---- | ---- | ---- | ---- | ---- | ---- | ---- | ---- | ---- | ---- | ---- | ---- | ---- | ---- | ---- | ---- | ---- | ---- |
| Počet obyvatel | 182  | 134  | 190  | 283  | 306  | 246  | 265  | 249  | 241  | 228  | 216  | 203  | 194  | 244  | 241  | 239  | 237  | 237  | 229  |